# Hoehnea
Hoehnea es un género con cuatro especies de plantas con flores perteneciente a la familia Lamiaceae. Es originario de Brasil, argentina y Paraguay.

## Especies
| - Hoehnea epilobioides - Hoehnea minima | - Hoehnea parvula - Hoehnea scutellarioides |